# Heimdall (Marvel Comics)
(Heimdall in Thor)
Heimdall è un personaggio dei fumetti, creato da Stan Lee, Larry Lieber (testi) e Jack Kirby (disegni), pubblicato dalla Marvel Comics. La sua prima apparizione avviene in Journey into Mystery (vol. 1) n. 85 (ottobre 1962).
Ispirato all'omonimo dio della mitologia norrena, Heimdall, detto il "Dio Bianco", è il fratello di Lady Sif nonché guardiano del Bifrǫst e del regno di Asgard, dotato di sensi tanto acuti da «poter sentire l'erba crescere e vedere attraverso lo spazio e il tempo».

## Biografia del personaggio

### Primi anni
Fratello di Sif, il "Dio Bianco" Heimdall è dotato sin da bambino di vista e udito talmente acuti da far sì che ci si riferisca a lui come "Heimdall, che tutto vede e tutto sente" ("Heimdall, all-seeing and all-hearing"). Grazie a tale abilità, e al suo scarso bisogno di sonno, Odino lo nomina guardiano del regno di Asgard, che protegge stando di vedetta sul Ponte dell'Arcobaleno, il Bifrǫst, dal quale osserva ogni cosa e anticipa qualsiasi attacco. Col tempo, Heimdall diviene uno dei più fidati servitori del Padre degli Dei.

### Sentinella del Bifröst
Quando Loki fugge da Asgard, elude la proverbiale vista di Heimdall riuscendo, con l'inganno, a fargli versare una lacrima appannandone per qualche istante gli occhi. Sentendosi in colpa per la mancanza, Heimdall contribuisce a ricatturarlo e chiede in seguito il perdono di Odino per il suo fallimento, ma il sovrano lo rincuora che non ha nulla da farsi perdonare. Successivamente affronta Thor quando questi tenta di entrare ad Asgard nonostante il suo esilio mentre, dopo che il figlio di Odino viene riammesso nel regno, Heimdall riceve dal sovrano l'ordine di impedirgli di tornare sulla Terra per assicurarsi che non riveda mai più Jane Foster.
Tempo dopo Seidring ruba il "Potere di Odino" e imprigiona Heimdall in un cubo di energia, da cui viene comunque liberato aiutando poi a combattere Mangog. Heimdall viene in seguito manipolato da Loki e costretto ad affrontare nuovamente Thor; tornato in sé, si reca sulla Terra insieme al nano Kamorr alla ricerca di esseri umani degni di poter essere trasformati in divinità perché potessero assistere Asgard in vista della venuta di Ragnarǫk.
Heimdall accompagna Thor e altri guerrieri asgardiani in un'avventura nello spazio e, durante il periodo d'assenza di Odino dal regno, cade misteriosamente in letargo. Risvegliatosi, Heimdall torna a svolgere il suo compito di sentinella del Ponte dell'Arcobaleno e si trova nuovamente a dover combattere Thor quando questi tenta di portare dei mortali ad Asgard.
Quando Asgard viene invasa dal demone Surtur, Heimdall tenta invano di difendere il regno ma le schiere demoniache riescono a penetrare distruggendo il Bifröst. A causa di ciò, terminata la guerra, viene sollevato dai suoi incarichi e costretto alla normale vita degli altri asgardiani. Tempo dopo gli viene assegnato il compito di sorvegliare Loki scoprendo inoltre per primo l'evasione di Malekith.
Heimdall si allea in seguito con Amora l'Incantatrice per liberare Thor da un incantesimo d'amore della sorella minore di quest'ultima, Lorelei. Tale alleanza porta poi Heimdall e Amora a instaurare una breve relazione.
Quando, dopo la morte di Surtur, Odino torna ad Asgard, cede una parte del proprio potere a Heimdall permettendogli di ricostruire il Bifröst e riprendere la sua veglia. Non molto tempo dopo il Padre degli Dei, spossato dalla fatica, si immerge nel "Sonno di Odino" lasciando a Heimdall il compito di governare in sua vece fino al suo risveglio. Approfittando di tale frangente, Karnilla si allea con Loki e prende il trono spedendo Heimdall in una dimensione dei sogni governata dal demone Incubo. Sebbene tale complotto venga scoperto e l'Incantatrice si rechi prontamente in suo soccorso, il processo mistico per liberarlo lo priva di buona parte della sua personalità riducendolo a un mero esecutore di ordini. Nel momento in cui Odino, per proteggere gli asgardiani dall'ira di Seth li nasconde tutti sulla Terra privandoli di ricordi e poteri, Heimdall assume le spoglie mortali di Donald Velez ma, in seguito, recupera lo status di divinità e prende parte alla battaglia finale contro il dio dei morti.
Durante Ragnarök, come tutti gli abitanti di Asgard, Heimdall muore difendendo il regno.

### Rinascita
Ritornato in vita, Thor si prodiga a resuscitare tutti gli dei del pantheon, a cominciare da Heimdall, rinato nelle spoglie mortali di un ragazzo di New Orleans. Proprio grazie all'aiuto di Heimdall, il Dio del Tuono riesce a ripristinare tutti gli asgardiani.
Durante l'Assedio di Asgard, Heimdall è il primo ad essere messo fuori combattimento da Norman Osborn per impedirgli di avvertire i compagni ma, in seguito, il "Dio Bianco" si riprende e prende parte ai combattimenti. Dopo aver preso parte anche alla Guerra al Serpente, Heimdall riassume il suo incarico di custode del Bifröst al servizio del nuovo triumvirato reggente matriarcale di Asgard.

## Poteri e abilità
Heimdall possiede i poteri comuni a tutti gli asgardiani, quali forza, agilità, velocità, riflessi e resistenza sovrumani dovuti al fatto che pelle e ossa asgardiane siano all'incirca tre volte più dense di quelle di un comune essere umano. La sua longevità è inoltre quasi illimitata e, raggiunta la maturità, il suo invecchiamento si è praticamente cristallizzato, inoltre non può morire se non venendo ucciso. Oltre a tutto ciò, Heimdall è uno dei migliori guerrieri di Asgard, tanto esperto di combattimento e armi bianche che solo Thor e Odino gli sono superiori.
La caratteristica principale del "Dio Bianco" sono però sicuramente la vista e l'udito soprannaturali, tanto acuti da permettergli di «sentir crescere la più piccola pianta nel cuore delle colline più nascoste», percepire il battito d'ali di una farfalla a grandissime distanze e addirittura «scrutare attraverso il tempo e lo spazio». Heimdall può percepire l'essenza vitale di tutti gli asgardiani per tutti i Nove Mondi a prescindere dalla loro distanza e dispone di un tale controllo sui propri sensi da riuscire a concentrarsi su uno solo di essi per volta nonché da non necessitare praticamente mai di dormire. Stando ad Ares, Heimdall è in grado di vedere tutto il creato senza alcun limite, sebbene alcuni incantesimi particolari possano nascondere oggetti o persone alla sua percezione. Qualora anche solo uno dei suoi occhi venisse danneggiato inoltre, risulterebbe incapace di usare i suoi poteri fino alla completa guarigione.
Heimdall possiede inoltre limitati rudimenti di magia, come dimostra facendo comparire un avatar del suo volto per contattare Thor a Midgard, assumendo sembianze umane per mimetizzarsi sulla Terra o imbrigliando Forza Cosmica per affrontare.
Il "Dio Bianco" brandisce una spada di uru chiamata Hofund, cavalca un destriero dal manto dorato di nome Gulltoppr e porta sempre con sé il Gjallarhorn ("Corno Risonante"), strumento tanto potente da poter essere udito in tutti i Nove Mondi.

## Altre versioni

### Guardiani della Galassia
Nella linea temporale dei Guardiani della Galassia, Heimdall è ancora in vita nel XXXI secolo

### Terra X
Nella serie Terra X, gli asgardiani scoprono di essere in realtà degli alieni manipolati dai Celestiali affinché credano di essere gli dei nordici.

### Ultimate
Nell'universo Ultimate, Heimdall, guardiano del Bifröst come la controparte classica, viene assassinato dal "Barone Zemo", ossia Loki.

## Altri media

### Cinema

#### Marvel Cinematic Universe

Heimdall interpretato da Idris Elba in Thor (2011)

Nel franchise del Marvel Cinematic Universe, Heimdall è interpretato da Idris Elba. In tale versione il personaggio ha dei brillanti occhi color arancio-dorato e, in netto contrasto con la mitologia norrena, è di colore. Inoltre non viene mai detto che sia il fratello di Sif, né sembra esserlo.
- In Thor (2011) quando Loki si insedia sul trono, Heimdall aiuta Lady Sif e i Tre guerrieri a riportare ad Asgard Thor per affrontarlo.[40]
- In Thor: The Dark World (2013) Heimdall assiste il piano di Thor e Loki per portare l'Aether fuori da Asgard affinché Malekith non se ne impossessi. Alla fine, Loki bandisce Odino sulla Terra e usurpa il trono prendendo la forma di Odino per mascherarsi.
- In Avengers: Age of Ultron (2015) Heimdall compare durante una distopica visione di Thor.[41]
- In Thor: Ragnarok (2017) Heimdall è stato licenziato e bandito da Loki per paura che scoprisse che lui si era travestito da Odino ed è stato sostituito da Skurge, Heimdall ruba la spada che controlla il Bifrost e aiuta Thor a sconfiggere Hela; alla fine, dopo che Asgard è stata distrutta, Thor, Loki, Heimdall, Hulk, Valchiria, e i cittadini di Asgard si dirigono verso la Terra come loro nuova casa ma l'armata di Thanos blocca il loro cammino.
- In Avengers: Infinity War (2018) l'astronave degli Asgardiani viene intercettata da Thanos e l'Ordine Nero e qui stermina una metà degli Asgardiani mentre l'altra metà, compresa Valchiria, scappa dalla nave grazie a delle capsule di salvataggio. Heimdall con le sue ultime forze teletrasporta Hulk sulla Terra per permettergli di avvertire i suoi compagni sull'arrivo imminente di Thanos. Heimdall viene poi tragicamente circondato dagli sgherri del Titano Pazzo e quest'ultimo lo trafigge a morte al petto con l'alabarda di Gamma Corvi: Heimdall, non potendo sopravvivere a una ferita così grave, rivolge un ultimo sguardo a Thor e muore, inaugurando così il desiderio di vendetta del Dio del Tuono nei confronti di Thanos.
- Nella scena dopo i titoli di coda di Thor: Love and Thunder (2022), Heimdall accoglie la da poco defunta Jane Foster nel Valhalla.

### Animazione
- Heimdall ha un cameo muto nel film d'animazione Hulk Vs..

### Televisione
- Heimdall compare nella serie animata The Marvel Super Heroes.
- Nella serie animata Super Hero Squad Show, Heimdall è un personaggio ricorrente.
- Il personaggio compare in Avengers - I più potenti eroi della Terra.
- In tre episodi della serie Avengers Assemble, compare una versione di Heimdall ispirata al Marvel Cinematic Universe
- Il personaggio compare in un episodio di Hulk e gli agenti S.M.A.S.H..
- Heimdall compare in un episodio in due parti di Guardiani della Galassia.

### Videogiochi
- Heimdall è un personaggio non giocabile in Marvel: La Grande Alleanza.
- il personaggio compare nel videogioco Marvel Super Hero Squad.
- In Marvel vs. Capcom 3: Fate of Two Worlds, Heimdall compare nell'ending di Thor.
- Il personaggio compare nel videogioco Thor - Il dio del tuono, basato sul film del 2011.
- Nel videogioco Marvel: Avengers Alliance, Heimdall fa una breve comparsa.
- Heimdall è presente nel MMORPG Marvel Heroes.
- La versione cinematografica di Heimdall appare come personaggio giocabile nel videogioco per smartphone Marvel: Sfida dei campioni.
- In LEGO Marvel Super Heroes,in LEGO Marvel's Avengers e in LEGO Marvel Super Heroes 2, Heimdall è un personaggio giocabile.